# Timur Janjang
Timur Janjang is een bestuurslaag in het regentschap Sumenep van de provincie Oost-Java, Indonesië. Timur Janjang telt 2850 inwoners (volkstelling 2010).